# 8329 Speckman
A 8329 Speckman (ideiglenes jelöléssel 1982 FP3) a Naprendszer kisbolygóövében található aszteroida. Henri Debehogne fedezte fel 1982. március 22-én.